# Múlagljúfur
 (juillet 2024).
Le Múlagljúfur (littéralement « canyon des mules ») est un canyon islandais situé sur la côte sud du pays.  
Grâce à son accessibilité à proximité de la route circulaire et ses pentes relativement faibles pour une randonnée de 45 minutes jusqu'au meilleur point de vue, il fait partie des paysages les plus beaux d'Islande. Le canyon comprend deux chutes d'eau, Hangandifoss et Múlafoss, qui lui ajoutent du charme,.
Múlagljúfur se trouve à environ 5 kilomètres à l'ouest de Fjallsárlón et à 15 kilomètres à l'ouest du Jökulsárlón, dans le sud-est de l'Islande. Depuis Reykjavik, le trajet se fait en environ 4 heures 30 sur la route 1, en passant par Skogafoss et Vik notamment. Le canyon n'est toutefois pas indiqué, ce qui le rend relativement peu fréquenté en comparaison avec la région.